# Råbjerg Mile

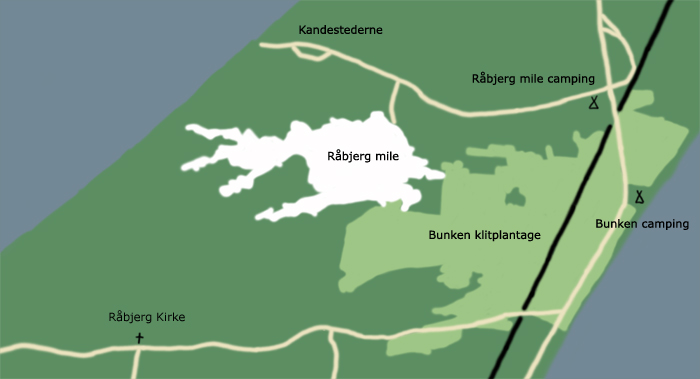
Une carte de Råbjerg mile montrant sa position actuelle

Råbjerg Mile est une dune littorale mobile située entre Skagen et Frederikshavn, Danemark. C'est la plus grande dune mobile d'Europe du Nord avec une superficie de 1 km2 pour une hauteur maximale de 40 m. La dune est constituée de 4 000 000 m3 de sable.
Le vent la déplace de jusqu'à 18 m par an vers le nord-est. La dune laisse une mince et humide couche de sable derrière elle Skagerrak, trace qui court en arrière vers l'ouest en direction de Skagerrak, lieu où s'est formée la dune il y a trois-cents ans. Plus de 250 000 personnes visitent la dune chaque année.
Aux XVIe siècle et XVIIe siècle, les dunes mobiles étaient un problème pour les habitants du Jutland. Certaines pénétraient les terres jusqu'à 7 km, éloignant d'autant la population des côtes. Au XIXe siècle le gouvernement agit pour atténuer le problème. Le Sand Drift Act de 1857 autorise l'État à acheter ou à exproprier les zones de dunes mobiles et un autre acte de 1857 autorise l'achat de terrains adjacents aux dunes. Des herbes dunaires et des conifères sont plantés pour stabiliser le sable, ces plantations sont communes après 1880. Bien que stérile, la zone de dune a permis un élevage limité de moutons et un peu de pêche côtière. Dans les années 1950 les dunes étaient sous contrôle.
Alors que la majorité des dunes a été stabilisée par des plantations, la Råbjerg Mile fut laissée intacte afin de permettre aux générations futures de comprendre le problème de la dérive des dunes de sable. La partie centrale de la dune fut achetée par l'État en 1900 et après le Conservation of Nature Act en 1917 d'autres zones environnantes furent achetées. La dune est en train de sortir de la zone appartenant au gouvernement et des discussions sur d'autres lois de conservation sont en cours.
La zone est internationalement importante en tant qu'arrêt intermédiaire de rapaces migrateurs et en tant que site de migration pour le pluvier doré (Pluvialis apricaria) et le chevalier sylvain (Tringa glareola).